# Abstand (Album)
Abstand ist das sechste Soloalbum des deutschen Rappers KC Rebell. Es erschien am 25. November 2016 beim Independent-Label Banger Musik und wird über Warner Music vertrieben.

## Hintergrund

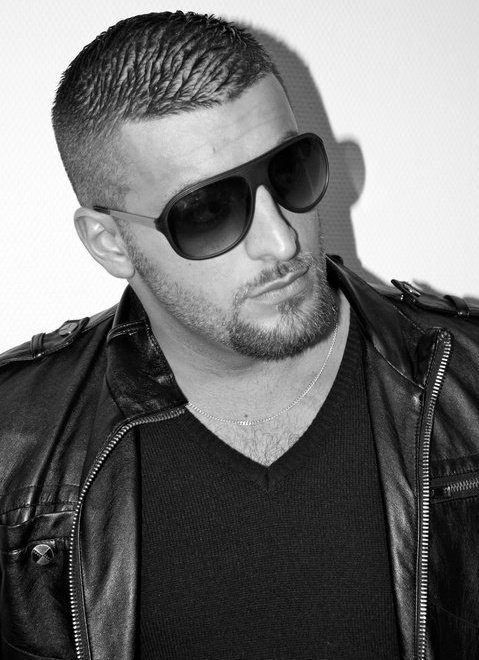
KC Rebell

Bereits im Februar 2016 hat sich angedeutet, dass er an einem neuen Album arbeite. Im August 2016 wurde das Release-Date auf den 25. November terminiert. Kurz darauf wurde die Titelliste veröffentlicht.
Unter anderem sind Kool Savas, PA Sports, Farid Bang und Kollegah auf dem Album mit Gastbeiträgen vertreten.
Produziert wurde das Album unter anderem von Juh-Dee, der schon vorher mit KC Rebell zusammengearbeitet hat. Auch Joshimixu, Unik, Gee Futuristic, Abaz, Bad Educated, X-plosive, Gorex, Nikki 3K und Azura waren an der Produktion beteiligt. Das Mastering der Lieder erfolgte durch Robin Schmidt von 24-96 Mastering aus Karlsruhe.

## Titelliste
| #  | Titel                                           | Produktion                           | Länge |
| -- | ----------------------------------------------- | ------------------------------------ | ----- |
| 1  | Intro Prelude                                   | Joshimixu, Juh-Dee                   | 0:40  |
| 2  | Intro                                           | Juh-Dee                              | 2:08  |
| 3  | Alpha                                           | UNIK, Joshimixu                      | 2:54  |
| 4  | iPhone 17 (feat. Moé)                           | Juh-Dee, Joshimixu                   | 3:04  |
| 5  | Paper                                           | Gee Futuristic, Nikki 3K & Joshimixu | 3:18  |
| 6  | Das bist alles nicht Du (feat. 18 Karat)        | Joshimixu                            | 3:33  |
| 7  | Benz AMG (feat. Summer Cem)                     | Macloud, Joshimixu                   | 3:49  |
| 8  | Sie (feat. Frida Gold)                          | Abaz                                 | 3:00  |
| 9  | Wunderbar                                       | Joshimixu                            | 3:08  |
| 10 | Ich brauch Dich                                 | Joshimixu, Juh-Dee                   | 3:16  |
| 11 | Spiegel (feat. Kool Savas)                      | Macloud, Joshimixu                   | 3:43  |
| 12 | Mosquitos                                       | Joshimixu, X-plosive                 | 3:21  |
| 13 | Ballermann (Wildlands) (feat. Farid Bang)       | Gorex, Joshimixu                     | 4:06  |
| 14 | TelVision (feat. PA Sports, Kianush & Kollegah) | Juh-Dee                              | 3:17  |
| 15 | Mit uns                                         | Macloud, Joshimixu                   | 3:45  |
| 16 | Leer                                            | UNIK                                 | 5:06  |

Rebell Army EP (Bonus-EP)
| # | Titel                                           | Länge |
| - | ----------------------------------------------- | ----- |
| 1 | Intro (feat. PA Sports)                         | 3:06  |
| 2 | Benz AMG Juhdizzle RMX (feat. Summer Cem)       | 3:40  |
| 3 | Lilane Scheine (feat. 18 Karat, Play69 & Jasko) | 3:57  |
| 4 | Geldzählmaschine (feat. Summer Cem & Majoe)     | 4:03  |
| 5 | Familie                                         | 4:57  |

## Rezeption
| Professionelle Bewertungen | Professionelle Bewertungen |
| -------------------------- | -------------------------- |
| Kritiken                   |                            |
| Quelle                     | Bewertung                  |
| laut.de                    | [ 7 ]                      |
| Backspin                   | [ 8 ]                      |

Das Album erhielt gemischte Kritiken. Beim Online-Musikmagazin Laut.de erhielt das Album zwei von fünf Sternen. Die Rezensentin Dani Fromm schreibt, dass KC Rebell in seinem sechsten Studioalbum zwar immer noch „geerdet, sympathisch [und] glaubwürdig“ wirkt, aber nach dem Durchlaufen „keine einzige Hook, keine Melodie, keine Zeile, kein Beat im Ohr“ hängen bleibt. So resümiert sie schlussendlich, dass „dieses Album vollkommen spurlos vorüber zieht“.
Die Redaktion des Hip-Hop-Magazins Backspin urteilt überwiegend positiv. In der Gesamtwertung erreichte das Album 7,5 von 10 Punkten. Ein Redakteur vergleicht es mit seinen vorherigen Album Fata Morgana aus dem Jahr 2015 und urteilt: „Mit 'Abstand' bügelt er die Fehler des Vorgängers über weite Strecken aus und liefert sein bis dato stärkstes Solo-Release ab.“ Ein anderer Rezensent kritisiert, dass zwar „eine breite Facette an Emotionen, Gedanken und Stimmungen“ vorhanden ist, aber „zu oft ein naheliegender Vergleich gebracht oder ein neuer kalkulierter Inhalt abgehandelt“ wird.
Florian Peking von MZEE schreibt, dass „die Rechnung von "Abstand" perfekt [aufgeht]“ und „für den Umsatz […] optimal funktionieren [dürfte]“. Als Fazit zieht er jedoch, dass das Album „[] zwischen all der Oberflächlichkeit beinahe nie [wirklich spannend, neuartig oder gar aufwühlend ist]“.